# 미르
미르(러시아어: Мир, "평화, 세계"를 의미)는 소련이 발사한 우주 정거장이다. 1986년 2월 19일 소련의 바이코누르 기지에서 발사되어 2001년 3월 23일 지구 대기권에 재진입하면서 파괴될 때까지 다양한 실험에 사용되었다.

## 역사

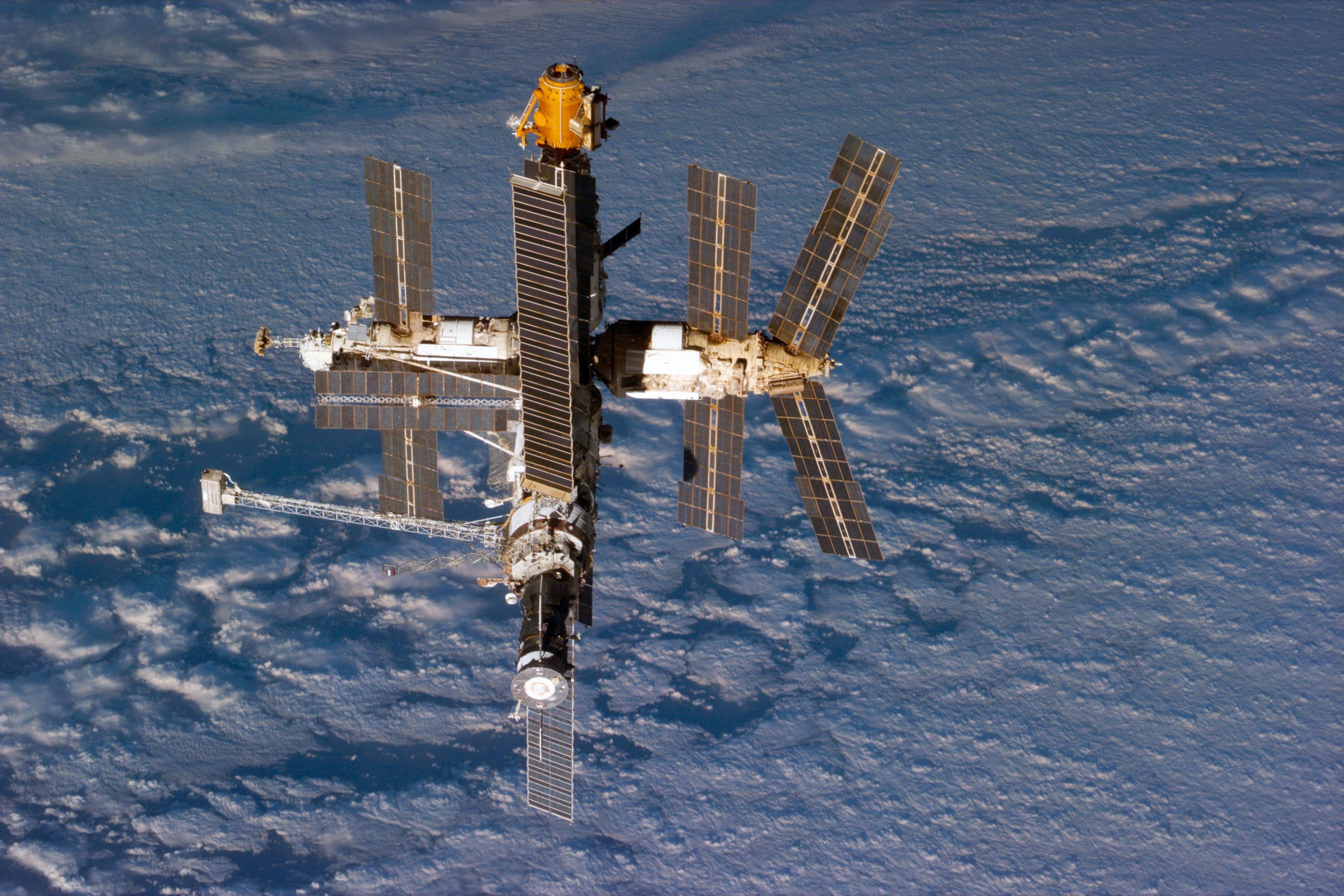
1996년, 모두 건설완료된 미르 우주정거장

미르는 1971년까지 발사된 소련의 살류트 우주정거장 시리즈에 기초하고 있다. 이것은 주로 러시아의 소유스 우주선과 프로그레스 화물선에 의해 운영되었다. 부란 우주왕복선이 계획되었으나, 후에 취소되었다. 미르의 목적은 거대한, 거주가능한 우주 과학실험실의 마련이었다.
미국은 미르에 대응해서, 프리덤 우주 정거장 계획을 발표했다. 그러나 소련이 해체된 후에 국제적인 협력이 가능해지자, 이 프로젝트는 취소되었다. (국제 우주 정거장 참조) 또한, 미르가 발사되기 한 달 전에, 챌린저 우주왕복선이 폭발했다.(챌린저 우주왕복선 사고 참조)
냉전이 종료된 후에, 우주왕복선-미르 프로그램이 진행되었다. 미국 우주인과 다른 서방의 우주인들이 미르 우주정거장에 장기간 체류하고 방문할 수 있게 되었다.
미국의 우주왕복선들은 원래 소련의 부란 우주왕복선을 위해 설계된, 개조된 도킹 장치에 프리덤 우주 정거장을 위해 설계한 브래킷(bracket)을 연결해서 도킹했다.
미르와 우주왕복선이 도킹하여, 일시적으로 거주공간과 작업공간이 확대되었다. 이것은 우주개발 역사상 세계 최대의 무게(205톤)와 넓이를 기록한 것이었다.
수명이 종료할 즈음에, 최초의 궤도비행하는 미르를 텔레비전/영화 스튜디오로 사용하기 위하여 민간용으로 구입하기 위한 시도가 있었지만 더 이상 사용하기 곤란할 정도로 불안정한 상태가 되어 있었다.
결국 러시아의 우주 정거장은 2001년 3월 23일 지구 대기권에 재진입하여 피지의 난디(Nadi) 근처에 추락, 남태평양 바다속으로 가라앉으며 15년의 임무를 마쳤다.

## 미르 모듈
미르 우주정거장은 여러개의 미르 모듈을 연결하여 건설되었다. 각각의 모듈은 프로톤 로켓에 의해 발사되었다. 미르에 연결하는 "도킹 모듈"은 미국의 우주왕복선에 의해 발사되었다.
| 모듈      | 발사일            | 발사체              | 도킹한 날         | 무게      | 소유스 프로그램 | 목적                                           | 그림 |
| --------- | ----------------- | ------------------- | ----------------- | --------- | --------------- | ---------------------------------------------- | ---- |
| 핵심모듈  | 1986년 2월 19일   | 프로톤 8K82K        | N/A               | 20,100 kg | N/A             | 거주공간                                       |      |
| Kvant-1   | 1987년 3월 31일   | 프로톤 8K82K        | ~4월 9일, 1987년  | 10,000 kg | 소유스 TM-2     | 천문                                           |      |
| Kvant-2   | 1989년 11월 26일  | 프로톤 8K82K        | 12월 6일, 1989년  | 19,640 kg | 소유스 TM-8     | 새로운, 더 정교한 생명유지장치.                |      |
| Kristall  | 5월 31일, 1990년  | 프로톤 8K82K        | 6월 10일, 1990년  | 19,640 kg | 소유스 TM-9     | 기술, 재료 처리, 지구물리학, 우주물리학 실험실 |      |
| Spektr    | 5월 20일, 1995년  | 프로톤 8K82K        | 6월 1일, 1995년   | 19,640 kg | 소유스 TM-21    | 미러 합작 프로그램을 위한 House 실험.          |      |
| 도킹 모듈 | 11월 12일, 1995년 | STS-74 아틀란티스호 | 11월 15일, 1995년 | 6,134 kg  | 소유스 TM-22    | 우주왕복선과 도킹하는 데 사용                  |      |
| Priroda   | 4월 23일, 1996년  | 프로톤 8K82K        | 4월 26일, 1996년  | 19,000 kg | 소유스 TM-23    | 원거리 센서 모듈                               |      |

### 핵심 모듈
핵심 모듈은 거주구역과 우주선 조종실을 갖추고 있다. 6개의 도킹 포트가 있어서 다중 모듈 우주정거장의 핵심으로서 기능한다.
1986년 2월 19일 21:28 UTC, 바이코누르 LC200에서 프로톤 8K82K 로켓에 의해 발사되었다.
최초의 궤도는 근지점 387 km 원지점 395 km였다. 궤도경사는 51.6 도였다. ISS도 같다. 최초 궤도주기는 92.4 분이었다.
비록 살류트 6, 7호와 비슷하게 생겼지만, 큰 차이가 있다. 대부분의 계기들은 착탈식이다. 살류트에서 발견되는 많은 과학 장비들이 없다.

### Kvant-1
Kvant-1 ("quantum"을 의미함) 은 원래 미르의 전신인 살류트 7호에 도킹될 예정이었다. 모듈은 개발도중에, 기술적인 문제가 발생했다. 그러나 새로 이름이 명명되어 미르에 도킹되었다. 모듈은 고도제어를 위한 총 6개의 자이로스코프 중에 첫 번째 셋트를 부착하고 있다. 모듈은 또한 엑스레이, 자외선, 우주(astrophysics|astrophysical) 관측을 위한 실험장비를 탑재하고 있다.
최초의 랑데뷰는 1987년 4월 5일에 있었다. 그러나 온보드 컨트롤 시스템의 고장으로 문제가 있었다. 두 번째 도킹 시도가 실패한 후에, 온보드 우주인은 우주유영(spacewalk)을 하여 고장을 수리했다. 그들은 모듈과 우주정거장 사이에 있는 쓰레기 봉투를 발견했다. 그것이 도킹을 막고 있었다. 그 봉투는 화물선 한 대가 떠난 후에 궤도에서 치워졌다. 그 후인 4월 12일에 도킹에 성공했다.

### Kvant-2
Kvant-2 모듈은 TKS 화물우주선에 기초한 것이다. 과학실험장비와 승무원의 샤워시설이 있다. 또한 두 번째 자이로스코프 세트가 장비되어 있다. 그리고 산소발생과 물재생을 위한 새로운 생명 지원 시스템이 있다.
이것은 세 구역으로 나뉜다. 하나는 1미터 해치가 달린 큰 에어록이다. 이것은 우주유영을 수행하는 데 사용된다. 그것의 크기와 기능은 미국의 Manned Maneuvering Unit과 비슷하다.

### Kristall
Kristall은 기술(technology), 재료가공, 지구물리학, 천체물리학을 위한 실험실이다. 이 모듈의 주 목적은 소련의 부란 우주왕복선의 도킹 포트 역할이었다. 1990년대 초반에, Ptichka 우주왕복선에 사용될 예정이었다. 1990년대의 소련 우주왕복선 프로그램은 중단되었고, 따라서 이 모듈은 후에 미국 우주왕복선의 도킹 포트로 사용되었다.

### Spektr
Spektr은 미국 우주비행사 거주 및 작업공간이다. 1995년 7월 17일, 우주정거장의 로봇 팔에 의해 모듈의 위치가 변경되었다.

### 도킹 모듈
STS-71 임무에서, 애틀란티스 호는 원래 부란 우주왕복선의 도킹 모듈로 만들어진 크리스털 모듈과 직접 도킹했다.
우주왕복선과 미르 우주정거장 태양전지판 사이의 충분한 간격을 위해, 크리스털 모듈은 그 위치를 바꾸었다.
그러나 위치 변경은 소유스와 프로그레스용 도킹 포트를 오직 하나만 남기게 되었다. 이것은 필수품을 공급받거나, 승무원 교대, 도킹되어 있는 소유스의 교체 등을 못하게 하였다.
문제는 크리스털 모듈에 도킹 모듈을 추가로 부착함으로써 해결되었다. 크리스털 모듈의 이동이나 태양전지판에 다가가는 일 없이 우주왕복선과 미르 우주정거장이 도킹할 수 있게 되었다.

### Priroda
Priroda는 지구 원거리 관측을 한다.
미르 우주왕복선 프로그램과 별도로, 미르는 소유주 유인우주선과 프로그레스 무인화물선에 의해 물자와 인원을 수송했다.

## 이름

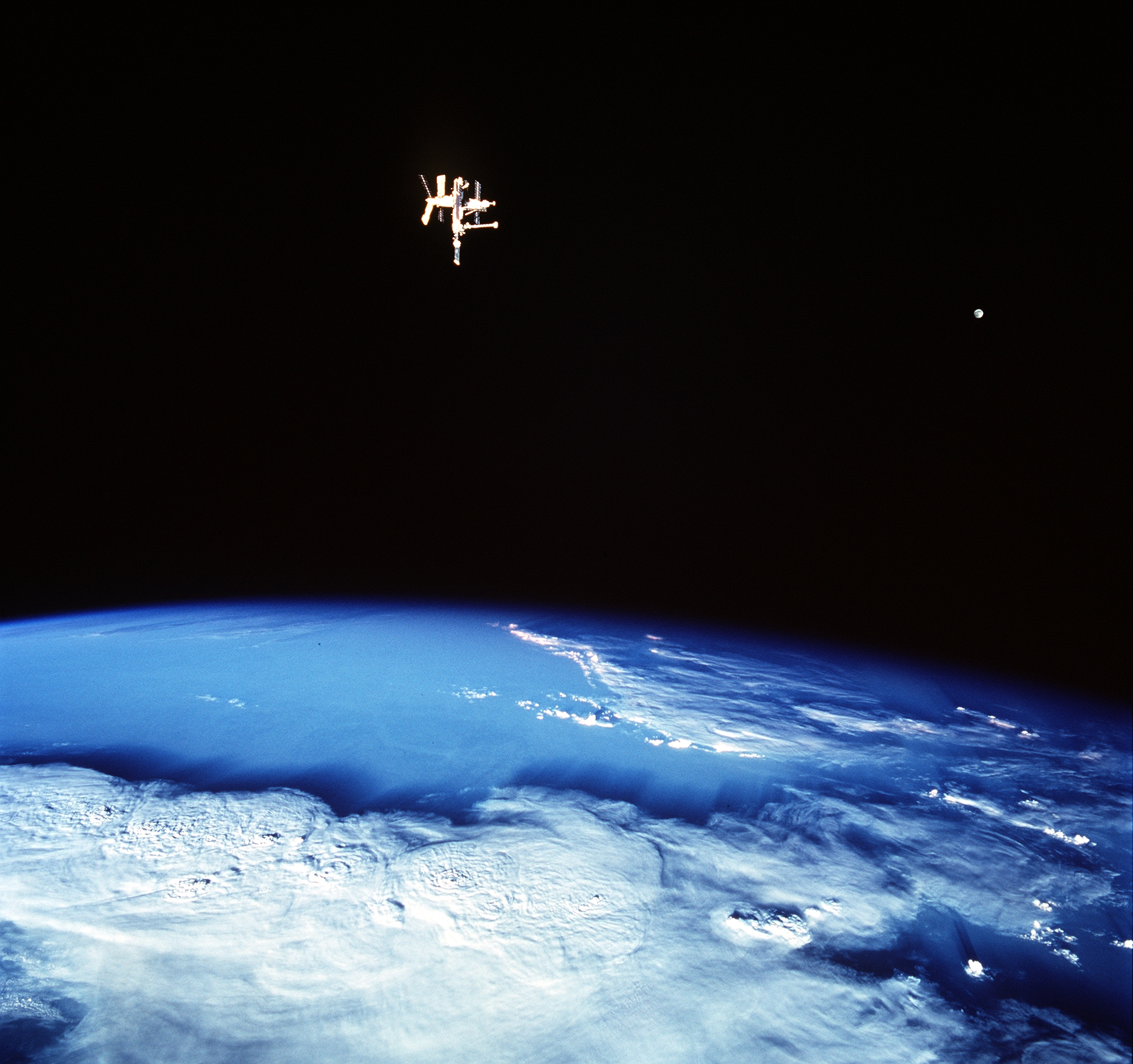
지구를 돌고 있는 두 개의 위성인 미르 우주정거장과 달

러시아어로 미르(Mir, Мир)는 평화(peace) 또는 세상(world)을 의미한다.
Kvant (Квант)는 양자(quantum)를 의미한다. 이 모듈의 목적인 X레이와 전자기장 측정 연구에서 이름이 도출되었다.
Kristall (Кристалл)은 크리스털(수정)을 의미한다. 이 모듈의 주요 목적은 우주 환경에서의 생물학과 재료공학의 개발이다.
Spektr (Спектр)는 스펙트럼을 의미한다. 이 모듈이 탑재한 지구 대기 관측 센서를 위한 이름이다.
Priroda (Природа)는 자연을 의미한다.
Progress (Прогресс)는 Progress를 의미한다.
Soyuz (Союз)는 연방(union)을 의미한다. 소련(USSR: Sovietskii Soyuz, Советский Союз = Soviet Union)을 위한 이름이다. 그리고 우주선이 세 개의 작은 모듈로 구성되어서 그 이름이 붙었다.
러시아 혁명 이전에, 미르(Mir)는 농노(peasant)들의 공동체에 의해 경작되는 작은 땅을 의미했다. 거기에는 농노들이 탈출하는 데 대한 매우 강력한 사회적 압력이 있었다. 고도의 세금이 미르에 사는 전체에 부과되었다. 만약 농노가 탈출하면, 남은 농노들은 1인당 세금이 더 많이 부과되었다.

## 국제 협력

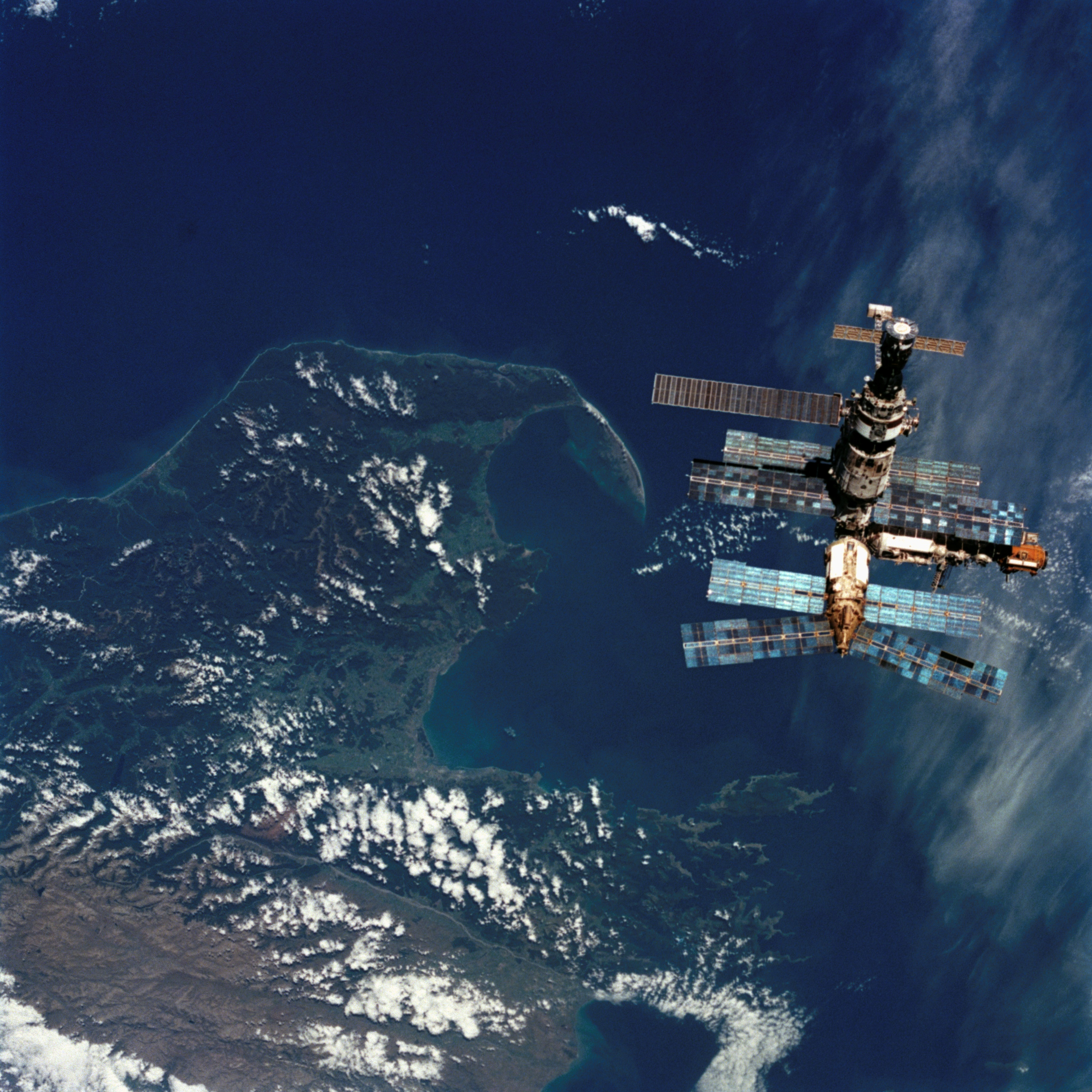
러시아 우주정거장에 도킹하기 위해 접근하는 애틀란티스 우주왕복선의 STS-76 임무 중 촬영한 사진. 미르는 뉴질랜드의 South Island과 Cook Strait. 인근의 넬슨시 350 km 상공에 있다.

1993년 9월, 미국 부통령 앨 고어와 러시아 수상 빅토르 체르노미르딘은 새로운 우주정거장 계획을 발표한다. 이것은 후에 국제 우주 정거장(ISS)이 되었다.
그들은 이 합의에서, 새로운 프로젝트를 위해, 미국이 Phase One이란 코드명으로, 대규모로 미르 프로젝트에 참여하기로 하였다. ISS는 Phase Two였다.
우주왕복선은 마지막 여러달 동안 미르 우주정거장에 미국 우주비행사와 화물을 수송했다.
그리하여 미국은 러시아만이 가지고 있던 장시간 우주체공에 관한 노하우를 배울 수 있었다.

미르 우주 정거장은 원래, 미르 2가 후속계획으로 잡혀있었다. 미르 2의 핵심 모듈은 원래 공장내에서 꽤 오랫동안 미르 2라고 이름붙여진, 즈베즈다였다. 즈베즈다는 ISS의 핵심 모듈이 되었다.

## 승무원
- 미르 임무 목록
- 역대 승무원 목록

## 미르 호의 고장
미르 우주 정거장은 발사된 지 10년쯤 지나서 고장이 나기 시작하고 복구 작업을 끝내지 못해 폭파하였고, 2001년 3월 23일에 파편들이 남태평양 바다에 떨어졌다.

## 같이 보기
- 우주 정거장
- 살류트
- 스카이랩
- 소유스 우주선
- 프로그레스 우주선
- 국제 우주 정거장
- 미르 우주왕복선 프로그램

## 참고 자료
- Mir Hardware Heritage - NASA report (PDF format)
- Mir Mission Chronicle - NASA report (PDF format)
- Mir-Shuttle:Phase 1 Program Joint Report (PDF format) 보관됨 2011-06-05 - 웨이백 머신
- Soviet Space Stations as Analogs - NASA report (PDF format)